# Daniel Castillo
El teniente coronel Daniel Castillo Jáuregui fue un militar mexicano que el 9 de diciembre de 1923 se sublevó en contra de Álvaro Obregón, sumándose a la Rebelión delahuertista, siendo nombrado ese mismo día, gobernador provisional del Estado de Colima. El 10 de diciembre de 1923, expidió un decreto declarando al estado totalmente soberano, desconociendo al presidente de la república y a los poderes estatales, por lo que fue nombrado general delahuertista. El ahora general, ordenó que se establecieran juntas municipales en cada uno de los municipios, en sustitución de los ayuntamientos.